# مسجد أوتاوا
مسجد أوتاوا (بالفرنسية: Mosquée d'Ottawa) هو مسجد في أوتاوا، أونتاريو، كندا.

## تاريخ
أُعلن عن إنشاء المسجد عام 1973، وتأسس عام 1977، مما جعله أقدم مسجد في أوتاوا.

## هندسة عامة
صمم المسجد المهندس غازي أنور أسد. ويتكون المسجد من طابقين ويمكن أن يستوعب ما يصل إلى 700 مصلي. ويبلغ ارتفاع مئذنته 35 مترا. كما يضم المسجد مكتبة وقاعات اجتماعات ومركز رعاية أطفال وقاعات مناسبات. كما يضم المقر الرئيسي لجمعية مسلمي أوتاوا.